# CSC 03 Kassel
CSC 03 Kassel is een Duitse sportclub uit Kassel, deelstaat Hessen. De club is actief in gymnastiek, tafeltennis en voetbal en is het meest bekend in deze laatste sport. Tot midden jaren tachtig speelde de club in de hogere reeksen.

## Geschiedenis
De club werd ontstond in 1919 als VfR 03 Cassel door een fusie tussen FV Eintracht Cassel, opgericht in 1903 en FV Sportfreunde 1909 Cassel, tot 1926 werd Kassel met een C geschreven. Nog datzelfde jaar volgde een nieuwe fusie met turnclub Casseler TG 1848 tot Turn- und Sportverein von 1848. In 1924 besloot de Deutsche Turnerschaft dat turnclubs en voetbalclubs niet langer onder één dak mochten blijven en door heel het land splitsten grootsportclubs in twee. De voetballers werden terug zelfstandig maar namen niet de oude naam aan, maar kozen voor CSC 03 Cassel, de turners gingen verder als Aeltere Casseler TG grepen.
Na twee plaatsen in de middenmoot werd de club in 1926/27 tweede in zijn groep achter SV 06 Kassel. Het volgende seizoen ging de club met de groepswinst lopen en verloor dan de finale om de titel van SV Kurhessen 1893 Kassel. Er waren vier wedstrijden nodig om de kampioen aan te duiden. Als vicekampioen mocht de club wel naar de West-Duitse eindronde, waar ze eerst VfR 04 Köln versloegen en dan verloren van Duisburger SpV met 7:2. Ook de volgende twee jeer werd de club kampioen, maar kon in de eindronde telkens geen potten breken. Na een middelmatig seizoen flirtte de club in 1932/33 met de degradatie, en werd enkel gered door een beter doelsaldo dan VfL TuRa 1868 Kassel.
In 1933 kwam de NSDAP aan de macht en werd de West-Duitse voetbalbond ontbonden. De clubs gingen nu samen met enkele andere clubs uit andere competities in de nieuwe Gauliga Hessen spelen. De resultaten gingen gestaag omhoog van twee vierde plaatsen, twee derde plaatsen en een tweede plaats naar de titel in 1938/39. Voor de eerste keer plaatste de club zich voor de eindronde om de Duitse landstitel. In een groep met FC Schalke 04, Vorwärts-RaSpo Gleiwitz en Wormatia Worms verloor de club alle wedstrijden. De Gauliga werd het volgende seizoen in twee groepen gesplitst. De club werd ongeslagen groepswinnaar en speelde de finale tegen 1. Hanauer FC 93 en won de heenwedstrijd met 7:2. Hanau versloeg CSC wel nog met 1:5 in de terugwedstrijd maar moest de titel toch aan de Kasselaars laten. In de nationale eindronde werd CSC ingedeeld bij Schalke 04, Fortuna Düsseldorf en Mülheimer SV 06 en werd opnieuw laatste, maar kon nu wel twee punten verzamelen. In 1940/41 stak 1. Casseler BC Sport 1894 de club de loef af en de volgende twee seizoenen, nu in de Gauliga Kurhessen, eindigde de club in de middenmoot. Omdat het door de perikelen in de Tweede Wereldoorlog steeds moeilijker werd om een volwaardig team op te stellen bundelde de club de krachten met rivaal Kurhessen 1893 en trad aan als KSG CSC/Kurhessen Kassel en eindigde derde. Het laatste seizoen werd niet voltooid.
Na de oorlog speelde de club enkele jaren in de tweede klasse. In 1950 werd de II. Division ingevoerd, waarvoor de club zich niet plaatste. Het was het laatste seizoen dat de club in dezelfde reeks speelde als KSV Hessen Kassel, de opvolger van het vroegere Kurhessen 1893. Tot begin jaren zeventig speelde de club bijna zonder onderbreking in de hoogste amateurklasse. In 1982 promoveerde de club nog eens naar de Oberliga Hessen. Na twee middelmatige posities eindigde de club in 1985 tweede achter Viktoria Aschaffenburg. Dit werd echter gevolgd door een degradatie. CSC kon onmiddellijk terugkeren, maar moest ook weer meteen een stap terugzetten.
In de jaren negentig zakte de club weg naar de lagere reeksen en verdween in de anonimiteit. Na enkele promoties op rij bereikte de club in 2016 de Verbandsliga, de zesde klasse.

## Erelijst
Kampioen Hessen-Hannover
1929, 1930, 1931
Gauliga Hessen
1939, 1940